# Eilandssecretaris
De eilandssecretaris (officiële aanduiding in de ERNA: "secretaris van het eilandgebied") is een functie in het openbaar bestuur van een eilandgebied van de Nederlandse Antillen. Hij maakt deel uit van het bestuurscollege. De functie is vergelijkbaar met die van gemeentesecretaris in een Nederlandse gemeente.
In de drie openbare lichamen in Caribisch Nederland wordt de functie aangeduid als eilandsecretaris (zonder tussen-s).